# العلاقات العراقية الأمريكية
العلاقات العراقية الأمريكية وهي العلاقات الرسمية بين دولتي العراق والولايات المتحدة، حيث لدى الولايات المتحدة سفارة في بغداد والتي تعتبر أكبر سفارة في العالم وقنصليات في أربيل والبصرة وكركوك ولدى العراق سفارة في واشنطن وقنصلية في ديترويت ولوس أنجلوس، كما يتواجد في الولايات المتحدة حوالي 500 ألف شخص من أصول عراقية.

## التاريخ

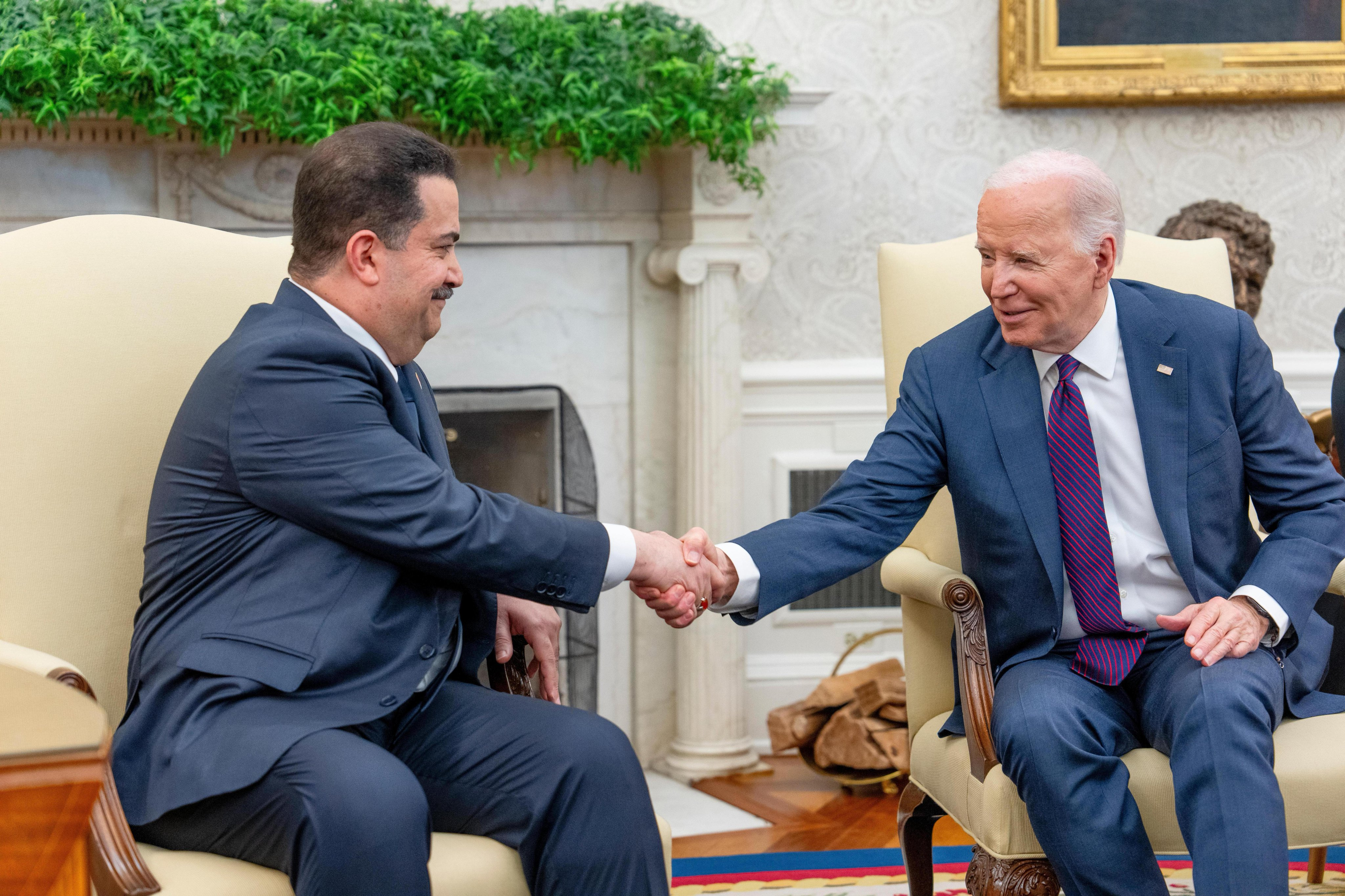
الرئيس الأمريكي السابق جو بايدن خلال فترته يستقبل رئيس الوزراء العراقي الحالي محمد شياع السوداني في زيارته لامريكا في سنة 2023

يعود تاريخ العلاقات بين البلدين إلى بداية القرن العشرين، حيث كانت الولايات المتحدة من أوائل الدول التي دعمت استقلال العراق من الدولة العثمانية أولاً ثم من المملكة المتحدة وقد كانت الولايات المتحدة من أكثر الدول التي كانت تصدر الأسلحة للعراق في العهد الملكي، بدأت العلاقات تتوتر بين البلدين بعد إعلان دولة إسرائيل في سنة 1948 ودعم الولايات المتحدة للصهيونية إلا أن الولايات المتحدة كانت لا تزال تعتبر العراق حليف لها بسبب وقوفها ضد الشيوعية وتشكيلها لحلف بغداد وقد كانت الولايات المتحدة من أوائل الدول التي اعترفت بالاتحاد الهاشمي العربي الذي تم بين العراق والأردن في 1958، تغيرت العلاقات تدريجياً بعد ثورة 14 تموز 1958 بعد أن إختار عبد الكريم قاسم التعاون مع الاتحاد السوفييتي بدلاً من الكتلة الغربية، وثم أصبحت العلاقات تتوتر أكثر بين البلدين بسبب دعم الولايات المتحدة لإسرائيل في حروبها ضد الدول العربية في 1967 و1973، تحولت العلاقات إلى عداوة رسمية بعد أن قام العراق بغزو الكويت في سنة 1990 وبعد مطالبات الولايات المتحدة والمجتمع العالمي بانسحاب العراق من الكويت والتي كانت بدون جدوى، قادت الولايات المتحدة تحالف مكون من أكثر من 30 دولة لتحرير الكويت، فنجحت في ذلك، ثم كانت الولايات المتحدة من أوائل الدول التي فرضت الحصار الاقتصادي على العراق وذلك بسبب إتهام الولايات المتحدة لنظام صدام حسين بامتلاك أسلحة دمار شامل، وعلى الرغم من إنكار النظام العراقي لامتلاكه هذه الأسلحة إلا أن الرئيس الأمريكي جورج بوش الإبن قرر غزو العراق في سنة 2003 بتحالف آخر وافقت عليه دول أقل من تحالف 1991 بهدف التخلص من أسلحة الدمار الشامل التي كان يظن الغرب أن العراق يمتلكها، مع غزو العراق تم إسقاط نظام البعث في العراق الذي حكم لحوالي 35 سنة في العراق وتم تعيين الأمريكي بول بريمر حاكماً مدنياً للعراق والذي بدوره قام بإلغاء الجيش العراقي القديم وإعادة تشكيل جيش آخر، وعندها تم رفع الحصار عن العراق إلا أن الولايات المتحدة لاقت انتقادات لاذعة من المجتمع الدولي بعد عدم اكتشاف أي أسلحة دمار شامل في العراق وتحول العراق إلى ساحة من الصراعات والتصفيات بين الكتل السياسية من جهة وبين التنظيمات الجهادية من جهة أخرى بعد الغزو، قبل انسحاب القوات الأمريكية من العراق وقعت الولايات المتحدة إتفاقية حلف بين البلدين وذلك في عهد رئيس مجلس الوزراء نوري المالكي، وقد إشتهرت مراسيم تلك الإتفاقية في بغداد بعد أن قام الصحفي منتظر الزيدي برمي فردتي حذائه على الرئيس الأمريكي السابق جورج بوش، انسحبت القوات الأمريكية من العراق في سنة 2012، إلا أن بعد انسحاب القوات الأمريكية سائت الأوضاع في العراق كثيراً إبان عهد حكم نوري المالكي، وبسبب هذه البلبلة إستغل تنظيم الدولة الإسلامية في العراق والشام الإرهابي والذي كان ينشط في سوريا إبان الحرب الأهلية السورية سوء حال الأوضاع في العراق فتمكن التنظيم في سنة 2014 من السيطرة على المناطق السنية في العراق وبدأ التنظيم بشن حرب واسعة وقوية ضد حكومة بغداد وثم إقليم كردستان في شمال العراق وهذا مما إستدعى الولايات المتحدة لفرض حصار جوي ضد المناطق التي يسيطر عليها تنظيم الدولة الإسلامية.

## وصلات خارجية
- العلاقات الأمريكية العراقية من عهد عبد الرحمن عارف إلى صدام حسين .